# Antonio José Amar y Borbón
Amar y Borbón est un nom espagnol. Le premier nom de famille, en général paternel, est Amar ; le second, en général maternel, souvent omis, est Borbón.
Pour les articles homonymes, voir Amar et Borbón.
Antonio José Amar y Borbón Arguedas, né en 1742 à Saragosse en Espagne et mort dans la même ville en 1826, est un officier militaire et administrateur colonial espagnol. Du 16 septembre 1803 au 20 septembre 1810, il occupe le poste de vice-roi de Nouvelle-Grenade (actuelle Colombie). Durant son administration, il doit faire face aux débuts des mouvements d'indépendance de la Nouvelle-Grenade.

## Biographie

### Jeunesse
Amar appartient à une famille distinguée de médecins. Son père, José Amar y Arguedas, est un médecin du roi Ferdinand VI; son grand-père, Miguel Borbón y Berne, l'est pour Charles III; et sa sœur Josefa appartient à l'Académie Royale de Médecine (Barcelone). Il est le frère de l'écrivaine Josefa Amar y Borbón, pionnière de la lutte pour les droits des femmes pendant le Siècle des Lumières.
À l'âge de 20 ans, il entre dans le Régiment de cavalerie de Farnesio comme cadet. Il monte en grade, et est promu brigadier après 31 ans de services. Il participe au siège de Gibraltar en 1779 et aux guerres contre la France révolutionnaire qui débutent en 1792. Il obtient une distinction dans ce dernier conflit quand il couvre la retraite des troupes espagnoles à Tolosa, sur la frontière du Guipuscoa en 1794.
En récompense pour ses services de mérite, il est fait chevalier de l'Ordre de Santiago en 1770 et lieutenant-général de l'armée royale en 1802. Le 26 juillet de cette année-là, il est nommé vice-roi, gouverneur et capitaine général de la Nouvelle-Grenade et président de l'Audiencia royale de Bogota.

### Arrivée en Nouvelle-Grenade
Le 16 septembre 1803, il présente son accréditation à son prédécesseur Pedro Mendinueta y Múzquiz à Bogota, et reçoit un accueil généreux.
Il arrive à Bogota après une épidémie de variole prenant avec lui un vaccin pour la maladie. Le 19 décembre est donnée une autre réception publique, à San Diego. Le 20 janvier 1804 les préparations commencent pour la fête royale pour le nouveau vice-roi, et la fiesta commence d'elle-même le 29. Le 30, il y a des corridas, et la nuit et la nuit suivante sont illuminées. Des bals masqués se tiennent le 1er février et le 2 et la fête continue jusqu'au 6. Les bals masqués, furent, dit-on, spécialement appréciés par la vice-reine et étaient nouveaux pour la société de Bogota.

### Gouvernement
L'administration d'Amar est divisée par l'invasion de l'Espagne par la France napoléonienne. Durant la première période (1803-1808), son administration est surtout routinière. Durant la seconde, avec le Cri de l'Indépendance le 20 juillet 1810, il fait face à la déstabilisation du régime et le démembrement des forces coloniales espagnoles.
Il veut continuer les politiques progressistes menées dans la seconde moitié du XVIIIe siècle, mais il trouve le peuple influencé par les idées françaises des Lumières, et c'est le point de départ des révoltes pour l'indépendance. Il soutient l'expédition botanique menée par José Celestino Bruno Mutis y Bosio et les recherches scientifiques de Francisco José de Caldas.
À partir de 1805, Amar commence à avoir des problèmes de santé et de surdité.
Il y a un grand soutien pour le roi Ferdinand VII après qu'il a été fait prisonnier par les Français, mais la vacance du pouvoir dans la colonie cause une crise érodant l'autorité des officiers royaux et renforçant celle des Créoles. Amar n'accepte pas les requêtes créoles voulant former une force militaire en cas de probable attaque française, parce qu'il n'a pas confiance dans leur loyauté à la Couronne. De leur côté, les Créoles s'inquiétaient d'un possible engagement du vice-roi et de l'Audiencia vis-à-vis du parti français. Et le vice-roi et l'Audiencia n'étaient pas non plus en bons termes. 
Au début de septembre 1809, au moment de la révolution à Quito, Amar y Borbón convoque deux réunions publiques des oidores (membres de l'Audiencia), des procureurs publics, employés civils et ecclésiastiques et membre de l'élite de la capitale pour déterminer quels types d'actions devaient être prises contre les rebelles. Ces conseils se divisent entre les Créoles et les Peninsulares, ces derniers rejetant la proposition d'envoyer des troupes pour battre les rebelles. Le vice-roi choisit finalement d'envoyer une commission de paix pour négocier et en même temps des troupes pour contenir la rébellion dans le cas où les négociations échoueraient.
Amar emprisonne dans les fers Antonio Nariño (un ancien combattant de l'indépendance de la Colombie) au fort San José de Bocachica à Carthagène des Indes. Il est plus tard mis sous la juridiction de l'Inquisition. Balthasar Miraño est aussi arrêté pour des activités subversives et envoyé à Carthagène. Camilo Torres proteste contre la réduction du nombre de députés d'Amérique dans les Cortes appelés par la Junte Suprême de Séville.

## Chute
Le 20 juillet 1810, une révolte commence à Bogota qui demande et obtient la convocation d'une réunion publique ouverte. Cette réunion élit par acclamation populaire une Junte Suprême du royaume de Nouvelle-Grenade, avec le vice-roi Amar comme président. Toutefois, cette élection comme président reçoit peu de soutien dans la ville et il y a des rumeurs comme quoi il voulait mener une contre-attaque. Le 25 juillet, il est destitué. José Miguel Pey, le nouveau président de la Junte Suprême, ordonne l'arrestation du vice-roi et de sa femme.
Quelques jours plus tard, le 1er août, une lettre est reçue de la Junte Suprême de Seville lui ordonnant de donner son poste au nouveau vice-roi, Francisco Javier Venegas. (Amar a été relâché entretemps.)
La pression populaire force qu'on l'arrête à nouveau, le 13 août. La junte de la capitale n'approuve pas son arrestation. Le 15 août, ils le font partir secrètement de la capitale pour le couvent de La Popa à Carthagène, où il est gardé comme prisonnier jusqu'à sa déportation vers La Havane, puis vers l'Espagne, le 12 octobre.
Parce que la plupart de ses possessions sont confisquées pour compenser les charges retenues contre lui, il arrive en Espagne dans de terribles circonstances financières. Ses tentatives d'obtenir un ministère dans le gouvernement royal et de récupérer ses possessions restent vaines. Il est nommé conseiller d'État honoraire en 1820 et occupe d'autres positions importantes. En 1824, il fait face à un long procès, durant lequel il est acquitté. Il meurt en 1826 à Saragosse.